# 岐阜医療科学大学
岐阜医療科学大学（ぎふいりょうかがくだいがく、英語: Gifu University of Medical Science、公用語表記: 岐阜医療科学大学）は、岐阜県関市市平賀字長峰795-1に本部を置く日本の私立大学。1967年創立、2006年大学設置。大学の略称はGUMS。
岐阜医療技術短期大学を発展改称した大学である。

## 沿革
- 1967年2月 学校法人神野学園設立。
- 1973年4月 国際医学総合技術学院を開設。
- 1983年4月 岐阜医療技術短期大学を開設。（国際医学総合技術学院を発展改称）
- 2005年 岐阜医療技術短期大学を専攻科を除き募集停止。
- 2006年4月 岐阜医療科学大学開学。
- 2016年4月 大学院保健医療学研究科修士課程開学。
- 2019年4月 名城大学可児キャンパス跡地に岐阜医療科学大学可児キャンパスが開設。
- 2020年4月 薬学部薬学科開設。

## 設置学部・学科

### 学部
- 保健科学部
  - 臨床検査学科
  - 放射線技術学科
  - 看護学科（平成29年度入学まで）

- 看護学部（平成30年度入学以降）
  - 看護学科

- 薬学部
  - 薬学科

### 専攻科
- 助産学専攻科

### 大学院
- 保健医療学研究科

## 取得可能資格
卒業時、厚生労働省が所管する以下の国家試験の受験資格が得られる。
- 臨床検査学科
  - 臨床検査技師
- 放射線技術学科
  - 診療放射線技師
- 看護学科
  - 看護師
  - 保健師（所定のカリキュラムを履修した場合）
- 助産学専攻科
  - 助産師
- 薬学科
  - 薬剤師

## 所在地

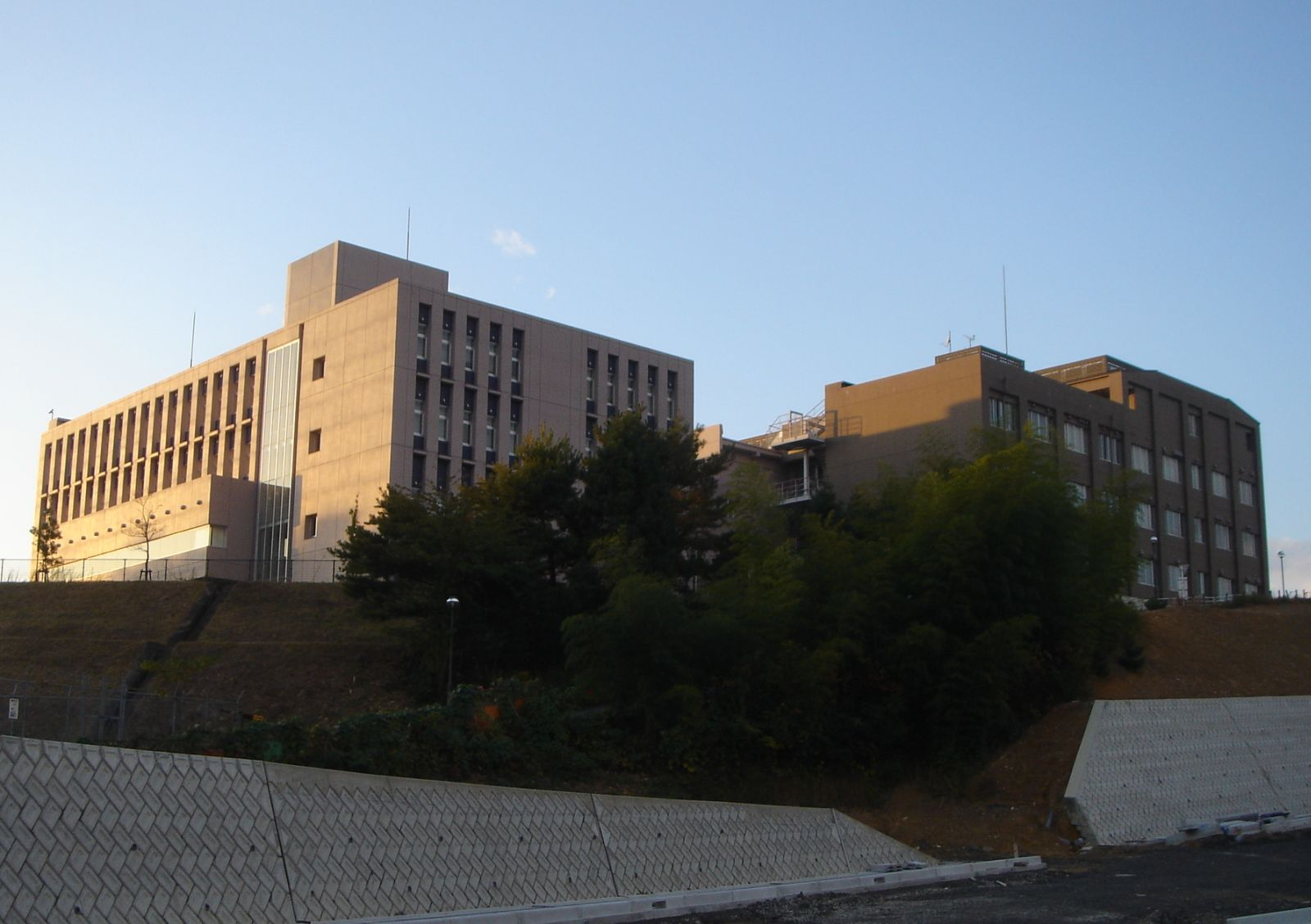

- 関キャンパス：岐阜県関市市平賀字長峰795-1（保健科学部）
- 可児キャンパス：岐阜県可児市虹ヶ丘4-3-3（看護学部、助産学専攻科、薬学部）[1]

## 施設

### キャンパス
- 付属図書館
- 早緑ホール(関キャンパス)
- 学生食堂
- コンビニ
- 「清心寮」(関キャンパス)：女子のみ

## 他大学との協定

### 海外大学（交換留学）
- ハワイ大学システム カピオラニ・コミュニティーカレッジ
- エンドラン大学（en）

### 国内大学（単位互換）
- 放送大学[2]

## 系列校
- 学校法人神野学園が運営するその他の学校は以下のとおりである。
  - 中日本自動車短期大学
  - 中日本航空専門学校